# Geiselnahme von Aachen

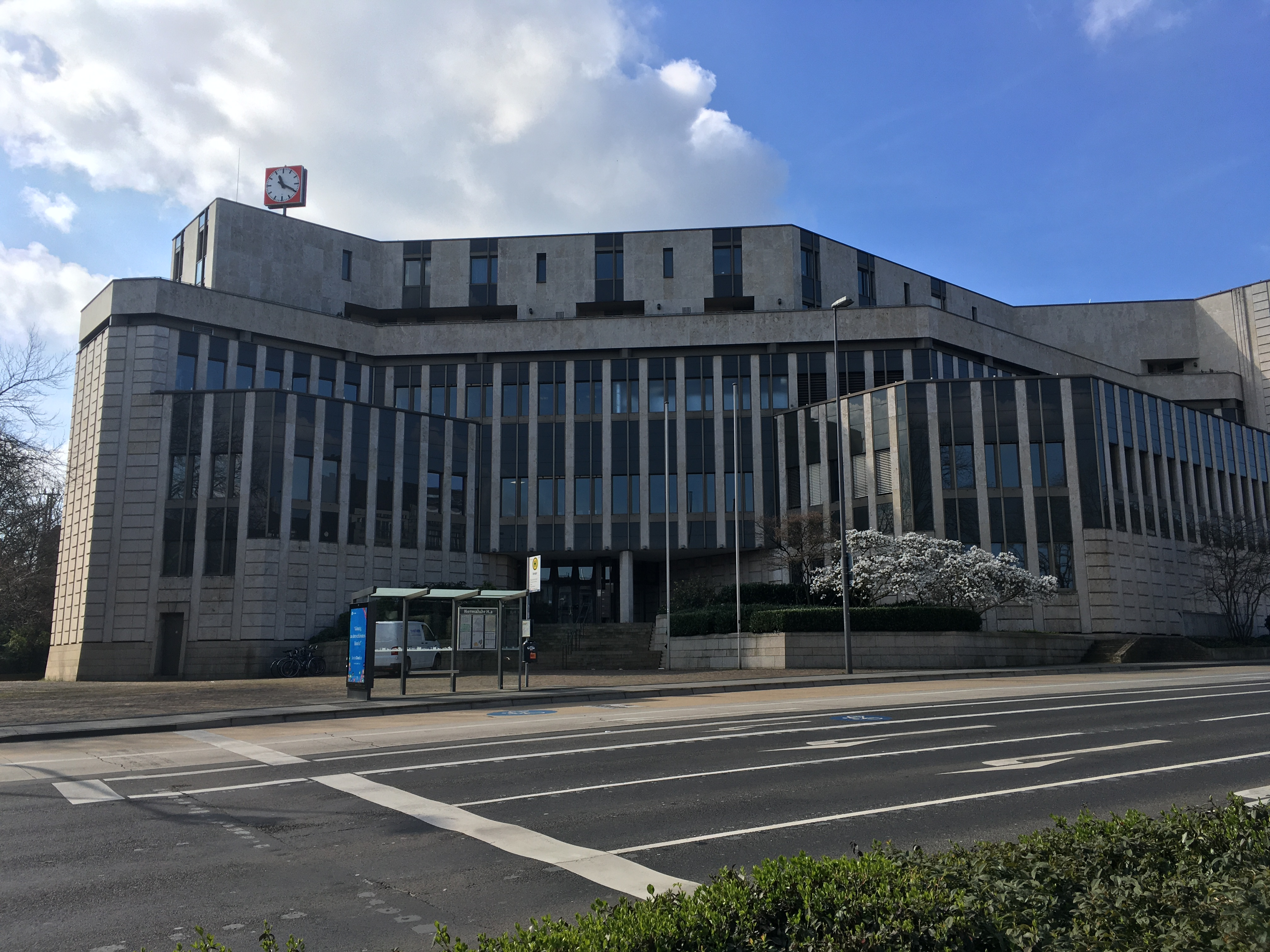
Die ehemalige Landeszentralbank von Aachen in der Nähe des Hauptbahnhofes. Seit 2012 Niederlassung der Sparkasse Aachen. (2020)

Die Geiselnahme von Aachen war ein vom 20. bis 22. Dezember 1999 verübtes Verbrechen in der damaligen Aachener Landeszentralbankfiliale (LZB) und einem Geldtransportunternehmen aus der nahe gelegenen Stadt Würselen. Der mit Schusswaffe und Handgranaten bewaffnete mehrfach vorbestrafte Schwerverbrecher Adnan Hodzic nahm dabei zwei Angestellte und den Geschäftsführer des Geldtransportunternehmens als Geiseln. Am 22. Dezember 1999, mehr als 50 Stunden nach Beginn, wurde die Geiselnahme beendet, indem der Geiselnehmer durch einen finalen Rettungsschuss getötet wurde. Alle drei Geiseln überlebten die Tat, zwei wurden allerdings verletzt. Eine erlitt mehrere Schussverletzungen durch den Täter, die andere wurde von Splittern einer Handgranate getroffen.

## Tathergang

### Beginn der Geiselnahme in Würselen
Am Morgen des 20. Dezember 1999 betrat der Täter gegen 9:00 Uhr eine Filiale der Kötter Unternehmensgruppe in Würselen, acht Kilometer von der Landeszentralbank in Aachen entfernt. Zunächst bat er die Angestellten noch höflich, die Tresore des Unternehmens zu öffnen. Den Angestellten war der Ernst der Lage anfangs noch nicht bewusst. Man hielt das Geschehen für eine Art Stresstest der Firma. Als der Täter jedoch anfing, die Personen mit einer Schusswaffe zu bedrohen, kam man seiner Forderung nach. Da sich in den Tresoren aber nur ein verhältnismäßig geringer Betrag befand, beschloss der Täter, sich mit dem Geschäftsführer Rudolf Becker und zwei Angestellten (ein Fahrer und eine Sekretärin) als Geiseln mit einem gepanzerten Geldtransporter des Unternehmens in die LZB zu begeben.

### Höhepunkt in der LZB
Inzwischen war die Polizei durch einen Notruf bereits informiert worden. Im 80 Kilometer entfernten Köln übernahm der Leitende Polizeidirektor Winrich Granitzka (1943–2024) die Einsatzleitung. An der LZB angekommen, durfte das Fahrzeug ungehindert die Fahrzeugschleuse passieren, da das Unternehmen von dieser auch beauftragt wurde. Der Täter erzwang die Herausgabe der Tageseinkünfte von einer Million Mark. Anschließend wollte er das Gebäude über den gleichen Weg auch wieder verlassen. Die Einsatzleitung wies den stellvertretenden Direktor der Bank jedoch dazu an, das Zugangstor um jeden Preis geschlossen zu halten, da man eine erneut unkontrollierte Situation wie bei der Geiselnahme von Gladbeck elf Jahre zuvor befürchtete und unbedingt vermeiden wollte. Als Folge dieses Beschlusses spitzte sich die Situation für die Geiseln dramatisch zu. Der Täter gab mehrere Schüsse ab, die aber niemanden verletzten, und drohte damit Geiseln zu erschießen, wenn die Polizei ihn nicht ziehen lassen würde. Der 30-jährige Fahrer wurde stehend an ein Rohr gebunden und mittels eines Seils mit dem Sicherheitssplint einer Handgranate verbunden. Sollte die Geisel z. B. aufgrund von Müdigkeit zusammensacken, hätte das das Auslösen und damit den Tod der Geisel zur Folge gehabt.
Trotz der Drohungen hielt die Polizei das Tor weiterhin geschlossen. So blieben die Verhandlungen, die der Täter telefonisch über die Geisel Becker führte, ohne Ergebnisse.
Auch auf Seite der Polizei schien die Situation aussichtslos. Ein Zugriff war, ohne das Leben der Geiseln zu gefährden, aufgrund der sicheren Bauweise der Tiefgarage kaum möglich. Später am Tag zog sich der Geiselnehmer mit den Geiseln in den sondergeschützten Transporter zurück und versperrte einen Zugang, durch den die Polizei einen Zugriff in Erwägung zog. Da so die Chance auf einen erfolgreichen Zugriff praktisch verschwand, setzte man weiterhin auf Verhandlungen. Der Täter verlangte einen Fluchtwagen und die durch die Polizei widerstandslos ermöglichte Flucht samt Geiseln, Geld und Waffen. Die Polizei bot eine Flucht ohne Geiseln und Waffen an, worauf der Täter nicht einging. Ohne Einigung ging die Geiselnahme in die erste Nacht.
Nachdem sich auch am zweiten Tag Geiselnehmer und Polizei nicht geeinigt hatten, schoss der Täter mit Ankündigung den Fahrer insgesamt dreimal an: je einmal ins Bein, in eine Schulter und in einen Fuß. Obwohl der Polizei zu dem Zeitpunkt nicht genau klar war, wie schwer die Geisel verletzt war, ging man weiterhin nicht auf seine Forderungen ein. Auch am zweiten Tag gab es keine wesentlichen Erfolge bei der Verhandlung. Die Polizei versuchte den Täter zu zermürben und zum Aufgeben zu bewegen. Der Einsatzleitung war jedoch klar, dass die Situation spätestens am dritten Tag gelöst werden müsse, da die psychische und körperliche Belastung für alle Beteiligten und insbesondere für die Geiseln sonst zu hoch sei.
In der zweiten Nacht, Geiseln und Geiselnehmer hatten bereits seit mehr als 40 Stunden nicht mehr geschlafen, kam es dann fast zu einer Katastrophe, als der Geiselnehmer, vermutlich in einen Sekundenschlaf gefallen, eine entsicherte Handgranate fallen ließ. Er konnte sie noch rechtzeitig aus dem Fahrzeug in die Halle treten, wo sie detonierte. Die 30-jährige Sekretärin wurde dabei von Granatsplittern in Kopf und Rücken getroffen, aber nicht lebensbedrohlich verletzt.
Auch die Identität des Täters war immer noch nicht klar.

### Befreiung

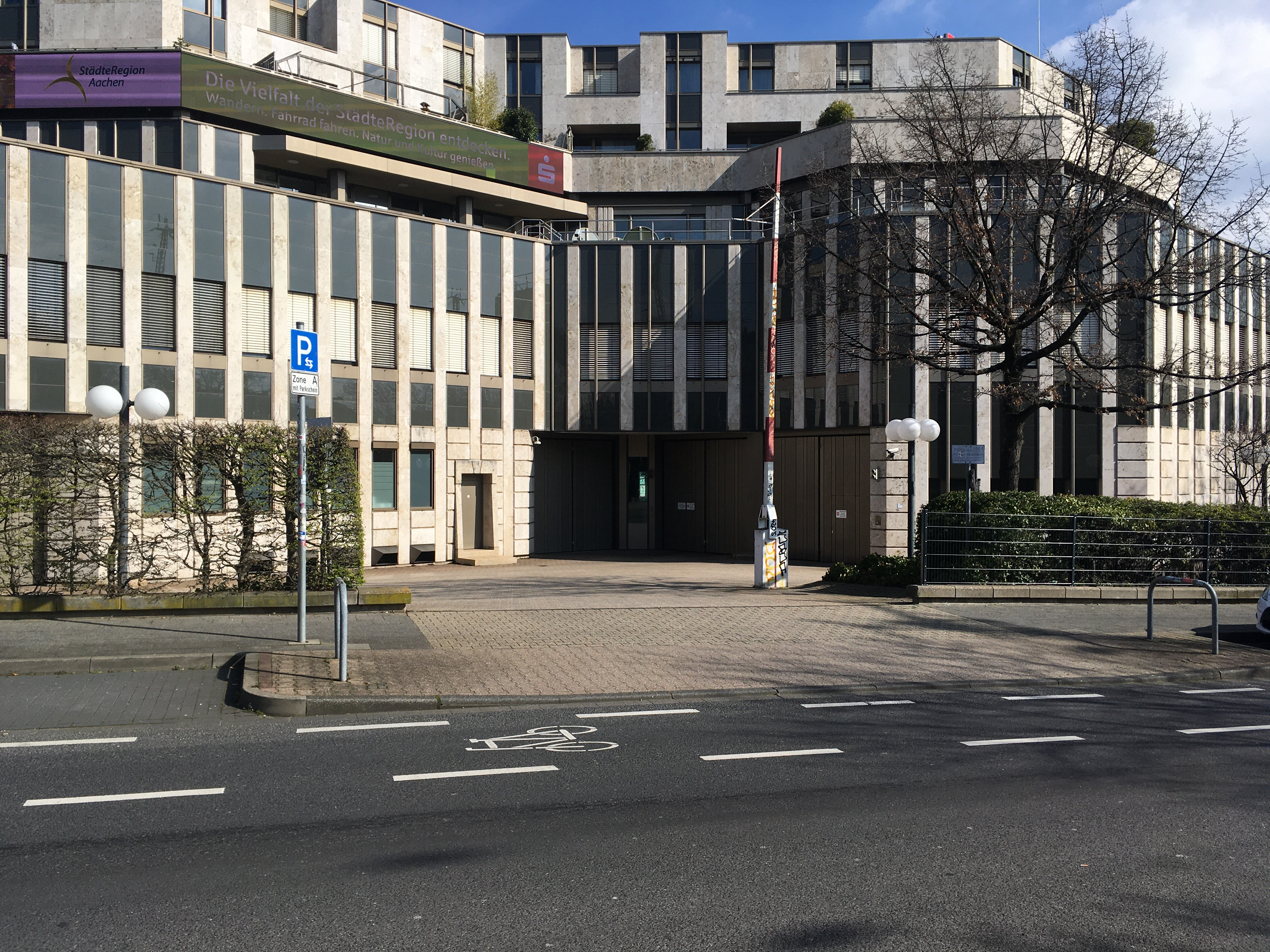
Blick von hinten auf die Tore der Fahrzeugschleuse, wohinter sich der Täter tagelang verschanzte. Auf dem Platz davor kam es zur Befreiung (2020)

Am Morgen des 22. Dezember genehmigte die Einsatzleitung den finalen Rettungsschuss, nachdem man keine Chance sah, den Täter zum Aufgeben zu bewegen. Außerdem konnten sich Polizei und Geiselnehmer erstmals einigen: Gegen 9:45 Uhr wurde der Fluchtwagen, wie vom Täter gefordert, von einem SEK-Beamten in die Tiefgarage gefahren. Der Motor des präparierten Wagens konnte per Funk abgestellt werden. Im Gegenzug musste der Geiselnehmer die beiden verletzten Geiseln zurücklassen und er durfte nur eine Handgranate mitnehmen. Nachdem er mit dem Geschäftsführer als verbleibende Geisel das Gebäude in dem Fluchtwagen verlassen hatte, wurde noch auf dem Grundstück des Gebäudes der Motor deaktiviert. Das Areal war weiterhin von Polizeiwagen abgesperrt. Beamte der Landespolizei sowie der GSG 9 hatten in unmittelbarer Nähe Stellung bezogen. Von umliegenden Gebäuden, Dächern und aus einem extra abgestellten Personenzug der Deutschen Bahn auf den gegenüber liegenden Bahngleisen zielten Scharfschützen auf den Geiselnehmer. Dieser verließ kurz darauf mit der Geisel das Auto. Er hielt ihr seine verbliebene entsicherte Handgranate an die Brust und warnte die Einsatzkräfte, dass sein Tod so auch zum Tod der Geisel führe. Nach wie vor versuchte man den Täter telefonisch zum Aufgeben zu bewegen, doch auch ein Warnschuss eines Scharfschützen brachte keinen Erfolg. Der Täter versuchte nun zu Fuß mit der Geisel Becker und dem Geld zu fliehen. Man befürchtete, er könne im nur ein Kilometer entfernten Stadtzentrum und auf dem dortigen Weihnachtsmarkt weiteren Schaden anrichten, weswegen man eine Verlagerung des Tatorts um jeden Preis verhindern wollte. Um 10:48 Uhr wurde der Geiselnehmer trotz entsicherter Handgranate unmittelbar hinter dem Grundstück der LZB durch einen Scharfschützen des SEK erschossen, der sich im Zug befand. Im gleichen Moment riefen die vor Ort befindlichen Beamten der Geisel zu, die Handgranate zu packen, um so den Zeitzünder weiterhin zu unterbrechen. Herbeieilende Kampfmittelbeseitiger der GSG 9 sicherten die Handgranate provisorisch, indem sie den Kipphebel des Zünders mit Klebeband fixierten.
Somit wurde die Geiselnahme am dritten Tag beendet. Insgesamt waren etwa 700 Polizisten im Einsatz. Der während der Tat maskierte Täter konnte erst nach der Tat identifiziert werden.

## Täter
Beim Geiselnehmer handelte es sich um den 46-jährigen Adnan Hodzic aus Bosnien. Er war ein polizeibekannter Schwerverbrecher, der bereits wegen weiterer Raubüberfälle und Geiselnahmen im Gefängnis saß. Hodzic war zwei Mal nach Bosnien abgeschoben worden, worauf er jeweils wieder illegal nach Deutschland einreiste.
Zeitweilig wurde auch die Geisel Rudolf Becker verdächtigt, Mittäter zu sein, da er während der Tat als Sprecher für Adnan Hodzic mit der Polizei fungierte und dabei stets sehr ruhig und abgeklärt schien.

## Bekanntheitsgrad
Das Verbrechen ist heute trotz seines dramatischen Verlaufs weitestgehend unbekannt oder in Vergessenheit geraten. Ein Grund dafür dürfte sein, dass im Gegensatz zur Geiselnahme von Gladbeck elf Jahre zuvor Journalisten der Zugang zum Tatort und zum Täter verwehrt blieb. Nach dem katastrophalen Ausgang von Gladbeck mit zwei toten Geiseln wurde die Presse massiv kritisiert, die Arbeit der Polizei erschwert zu haben. Auch ließ man in Aachen den Täter trotz der äußerst kritischen Situation für die Geiseln nicht ziehen, um eine erneute unkontrollierbare Irrfahrt zu vermeiden. Das zunächst unter Verschluss gehaltene Bildmaterial wurde erst später veröffentlicht.